# مبارك الشمري
مبارك سلطان السويدي الشمري (مواليد 10 يناير 1999) هو لاعب كرة قدم سعودي لعب سابقاً في نادي الجبلين.